# Coro Infantil Borboleta Linda
O Coro Infantil Borboleta Linda é um grupo coral infanto-juvenil, criado pela associação com o mesmo nome.
A associação e o grupo coral foram fundados pela prof. Mário Henrique Gomes, em Outubro de 1995, na cidade de Agualva-Cacém.
Participam regularmente em programas de televisão. Já se apresentaram na RTP ("Praça da Alegria", "O Passeio dos Alegres", "Infantaria", "Natal dos Hospitais"), na SIC ("SIC 10 Horas", "Às 2 por 3", "Teletubbies"), na TVI ("Olá Portugal", "A Vida é Bela", "Batatoon", "Há Festa no Hospital").
Gravaram coros para Tina T e Iran Costa. Acompanharam Luís Represas na Campanha "Swtach Fraldinhas" e interpretaram a canção de Rui Veloso na cerimónia de lançamento da "Casa do Gil".
Participam regularmente em encontros de coros, tendo já actuado em Braga, Porto, Aveiro, Santarém, Vila Nova da Barquinha, Óbidos, Lisboa, Amadora, Sintra.
Já se apresentaram diversas vezes no Centro Cultural de Belém, no espaço "das 7 às 9".
Criaram em 1998 o Festival Infanto-Juvenil da Costa de Lisboa, uma realização anual no concelho de Sintra.
Dirigiram o grupo coral o prof. Mário Henrique Gomes (1998-2002), Rui Bagulho (2001-2002) e prof.ª Anabela Pinto (desde 2002).
Página oficial: 